# Pyra Labs
Pyra Labs ou Google Pyra Labs é uma empresa do Google que desenvolveu e criou o Blogger, um dos mais famosos serviços de criação de blogs da internet.
Os co-fundadores eram Evan Williams e Meg Hourihan, o primeiro produto da empresa, também chamado de "Pyra", foi uma aplicação web que combinava um gerenciador de projetos, gerenciador de contatos e lista de tarefas. Em 1999, ainda em versão beta, os redimentos da Pyra foram reutilizados em uma ferramenta interna que se tornou o Blogger. O serviço foi disponibilizado ao público em Agosto de 1999. Grande parte desta codificação foi feita por Paul Bausch e Haughey Mateus.
Inicialmente, o Blogger foi totalmente gratuito e não havia nenhum modelo de receita. Quando o dinheiro da empresa secou, os trabalhadores continuaram a trabalhar sem pagar por semanas ou, em alguns casos, meses, mas isso não podia durar e, eventualmente, Williams enfrentou uma caminhada em massa por todo mundo, incluindo o co-fundador Hourihan. Williams dirigiu a empresa praticamente sozinho até que ele foi capaz de garantir um investimento por Trellix do seu fundador, Dan Bricklin tomou conhecimento da situação da Pyra. Eventualmente, bancados por publicidade, surgiu o Blogspot e Blogger Pro.
Em 2002, o Blogger foi completamente re-escrito para licenciá-lo para outras empresas, a primeira das quais foi as Organizações Globo.
A empresa foi adquirida pelo Google em 2003. O pessoal da Pyra Labs, no momento da aquisição foram Evan Williams, Jason Shellen, Steve Jenson, Jason Sutter, Jason Goldman e Rudy Winnacker.
Em 2004, a Williams deixou o Google, passando posteriormente a formar Obvious Corp. Em 2006, Goldman também deixou o Google. Hourihan foi associado com Kinja e alguns outros sites.